# Pareas carinatus
Pareas carinatus är en ormart som beskrevs av Boie 1828. Pareas carinatus ingår i släktet Pareas och familjen snokar.
Arten förekommer i Sydostasien från östra Myanmar, Laos och norra Vietnam över Malackahalvön till Borneo, Sumatra, Java och Lombok. Antagligen når Pareas carinatus provinsen Yunnan i Kina. Individerna vistas främst i skogar nära vattendrag. De besöker även odlingsmark och människans samhällen. Arten är nattaktiv, klättrar ofta i träd och har snäckor samt sniglar som föda. Honor lägger upp till åtta ägg per tillfälle.
I begränsade regioner kan skogsavverkningar och intensivt jordbruk vara ett hot mot beståndet. Hela populationen minskar lite men den anses fortfarande vara stor. IUCN kategoriserar arten globalt som livskraftig.

## Underarter
Arten delas in i följande underarter:
- P. c. carinatus
- P. c. unicolor